# Campeonato Mauritano de Futebol
Ligue 1 Mauritania é a divisão principal do futebol nacional da Mauritânia. É organizado pela Federação de Futebol da República Islâmica da Mauritânia.

## Ligue 1 Mauritania League Clubes - 2014/15
- ADK Moderne (Kaédi)
- ACS Ksar (Nuaquexote)
- AS Armée Nationale (Nuaquexote)
- ASAC Concorde (Nuaquexote)
- ASC Guemeul (Rosso)
- ASC Itihad (Sélibaby)
- ASC Ittihad Assaba
- ASC Kédia (Zouérate)
- ASC Nasr Zem Zem (Nuaquexote)
- ASC Police (Nuaquexote)
- ASC Tevragh-Zeïne (Nuaquexote)
- ASC Tidjikja (Nuaquexote)
- CF Cansado (Nouadhibou)
- FC Nouadhibou

## Campeões
| 1976 | Garde Nationale          |                          |                          |                          |                          |
| 1977 | Garde Nationale          |                          |                          |                          |                          |
| 1978 | Garde Nationale          |                          |                          |                          |                          |
| 1979 | Garde Nationale          |                          |                          |                          |                          |
| 1980 | campeonato não realizado | campeonato não realizado | campeonato não realizado | campeonato não realizado | campeonato não realizado |
| 1981 | Police                   |                          |                          |                          |                          |
| 1982 | Police                   |                          |                          |                          |                          |
| 1983 | Ksar                     |                          |                          |                          |                          |
| 1984 | Garde Nationale          |                          |                          |                          |                          |
| 1985 | Ksar                     |                          |                          |                          |                          |
| 1986 | Police                   |                          |                          |                          |                          |
| 1987 | Police                   |                          |                          |                          |                          |
| 1988 | Police                   |                          |                          |                          |                          |
| 1989 | campeonato não realizado | campeonato não realizado | campeonato não realizado | campeonato não realizado | campeonato não realizado |
| 1990 | Police                   |                          |                          |                          |                          |
| 1991 | Police                   |                          |                          |                          |                          |
| 1992 | Ksar                     |                          |                          |                          |                          |
| 1993 | Ksar                     |                          |                          |                          |                          |
| 1994 | Garde Nationale          |                          |                          |                          |                          |
| 1995 | Sonalec                  |                          |                          |                          |                          |
| 1996 | campeonato não realizado | campeonato não realizado | campeonato não realizado | campeonato não realizado | campeonato não realizado |
| 1997 | campeonato não realizado | campeonato não realizado | campeonato não realizado | campeonato não realizado | campeonato não realizado |
| 1998 | Garde Nationale          |                          |                          |                          |                          |
| 1999 | Trarza                   |                          |                          |                          |                          |
| 2000 | Mauritel Mobile          |                          |                          |                          |                          |
| 2001 | Nouadhibou               |                          |                          |                          |                          |
| 2002 | Nouadhibou               |                          |                          |                          |                          |
| 2003 | Nasr                     |                          |                          |                          |                          |
| 2004 | Ksar                     |                          |                          |                          |                          |
| 2005 | Nasr                     |                          |                          |                          |                          |
| 2006 | Mauritel                 |                          |                          |                          |                          |
| 2007 | Nasr                     | Snim                     |                          |                          |                          |
| 2008 | Concorde                 | Ksar                     |                          |                          |                          |
| 2009 | Snim                     | Concorde                 |                          |                          |                          |
| 2010 | Snim                     | Tevragh-Zeina            |                          |                          |                          |
| 2011 | Nouadhibou               | Tevragh-Zeina            |                          |                          |                          |
| 2012 | Tevragh-Zeina            | Nouadhibou               |                          |                          |                          |
| 2013 | Nouadhibou               | Ksar                     |                          |                          |                          |
| 2014 | Nouadhibou               | Concorde                 |                          |                          |                          |
| 2015 | Tevragh-Zeina            | Snim                     |                          |                          |                          |
| 2016 | Tevragh-Zeina            | Nouadhibou               |                          |                          |                          |
| 2017 | Concorde                 | Tevragh-Zeina            |                          |                          |                          |
| 2018 | Nouadhibou               | Kedia                    |                          |                          |                          |
| 2019 | Nouadhibou               | Concorde                 |                          |                          |                          |
| 2020 | Nouadhibou               | Tevragh-Zeina            |                          |                          |                          |
| 2021 | Nouadhibou               | Tevragh-Zeina            |                          |                          |                          |
| 2022 | Nouadhibou               | Tevragh-Zeina            |                          |                          |                          |
| 2023 | Nouadhibou               | Chemal                   |                          |                          |                          |

## Performance dos Clubes
| Clube                  | Cidade     | Títulos | Último Título |
| ---------------------- | ---------- | ------- | ------------- |
| FC Nouadhibou          | Nouadhibou | 9       | 2021          |
| AS Garde Nationale     | Nuaquexote | 7       | 1998          |
| ASC Police             | Nuaquexote | 7       | 1991          |
| ACS Ksar               | Nuaquexote | 5       | 2004          |
| ASC Nasr               | Nuaquexote | 3       | 2007          |
| FC Tevragh-Zeina       | Nuaquexote | 3       | 2016          |
| ASC Snim               | Nouadhibou | 2       | 2010          |
| ASC Mauritel Mobile FC | Nuaquexote | 2       | 2006          |
| ASAC Concorde          | Nuaquexote | 2       | 2017          |
| SDPA Trarza FC         | Rosso      | 1       | 1999          |
| ASC Sonelec            | Nuaquexote | 1       | 1995          |

## Participações na CAF

### Liga dos Campeões
| Clube           | N° | Anos                               |
| --------------- | -- | ---------------------------------- |
| Nouadhibou      | 6  | 2003, 2014, 2019, 2020, 2021, 2022 |
| Garde Nationale | 5  | 1977, 1978, 1979, 1980, 1985       |
| Police          | 5  | 1982, 1983, 1987, 1988, 1992       |
| Ksar            | 3  | 1993, 1994, 2005                   |
| Snim            | 2  | 2008, 2011                         |
| Nasr            | 1  | 2004                               |
| Concorde        | 1  | 2018                               |
| Mauritel        | 1  | 2007                               |

## Artilheiros
| Ano     | Artilheiros             | Time          | Gols |
| 2003    | Baïla Diallo            | ACS Ksar      | 18   |
| 2004    | Bouha Ould Brahim       | ACS Ksar      | 21   |
| 2005    | Bouha Ould Brahim       | ACS Ksar      | 14   |
| 2006/07 | Baïla Diallo            | ACS Ksar      | 21   |
| 2007/08 | Ely Cheikh Ould Voulany | ACS Ksar      | 16   |
| 2012/13 | Wilfreid Kizito         | FC Nouadhibou | 18   |